# Periergates
Periergates – rodzaj chrząszczy z rodziny kózkowatych i podrodziny zgrzypikowych.

## Zasięg występowania
Przedstawiciele tego rodzaju występują w Ameryce Północnej, od Meksyku na północy po Panamę na południu.

## Systematyka
Do Periergates  należą 3 gatunki:
- Periergates badeni
- Periergates chiriquensis
- Periergates rodriguezi